# Обвинената
„Обвинената“ (на английски: The Accused) е американски филм, съдебна драма от 1988 г. Режисьор е Джонатан Каплан, а сценарист – Том Топър. В главните роли са Джоди Фостър и Кели Макгилис. В него са засегнати теми като класовата дискриминация, посттравматичен стрес, мизогиния. Филмовите критици го определят като един от първите филми, обръщащ внимание на изнасилването и неговите последствия върху живота на жертвата. Ролята на Фостър във филма ѝ носи множество награди, включително Оскар за най-добра женска роля.

## Сюжет
Внимание:  Текстът по-долу разкрива сюжета на произведението (или части от него)!
На 18 април 1987 г., в местен бар, 23-годишната сервитьорка Сара Тобаяс (Джоди Фостър) е брутално изнасилена от трима мъже, окуражавани и насърчавани от клиентите в бара. Въз основа на липсата на убедителни доказателства, както и нечистото минало на Сара и поведението ѝ преди изнасилването, заместник-окръжният прокурор Катрин Мърфи (Кели Макгилис) предлага на тримата мъже да се споразумеят за по-леко престъпление, което, макар и с подобен диапазон на присъда, би могло да доведе до по-ранно условно освобождаване. Ядосана, Сара се чувства предадена от Мърфи. Не следвайки съвета на окръжния прокурор, Мърфи завежда дело срещу трима клиенти на бара за подбуда към изнасилване. По време на делото, Сара най-накрая успява да разкаже историята си, но не успява да идентифицира подбудителите. Шансът за присъда изглежда малък, докато приятел на един от нападателите от студентското братство не свидетелства в ретроспекция за това, което си спомня. Когато и тримата подбудители биват осъдени, нападателите на Сара вероятно няма да бъдат освободени.

## В ролите
- Джоди Фостър като Сара Тобаяс
- Кели Макгилис като Катрин Мърфи
- Бърни Коулсън като Кенет Джоунс
- Лео Роси като Клиф Албрект – „Скорпиона“
- Ан Хърн като Сали Фрейзър
- Кармен Ардженциано като Пол Рудолф
- Стийв Антин като Боб Джойнър
- Тим О'Браян като Лари
- Питър Ван Норден като Полсен
- Тери Дейвид Мълиган като Дънкан
- Уди Браун като Дани
- Том Хийтън като Джеси
- Андрю Кавадас като Мат Хейнс
- Скот Паулин като Бен Уейнрайт
- Том Макбийт като Стю Холоуей
- Ким Кондрашоф като Кърт

## Продукция
Сценаристът Том Топор е вдъхновен да напише филма, след като процесът, свързан с изнасилването на Черил Араухо, става национална новина. Шери Лансинг и Стенли Джаф от Парамаунт Пикчърс се съгласяват за продуцират филма. Топор интервюира 30 жертви на изнасилване и множество изнасилвачи, прокурори, адвокати и медицински специалисти. Първоначалният проект на сценария се фокусира основно върху гледната точка на адвоката, но режисьорът Джонатан Каплан иска жертвата да бъде също толкова видима, колкото и адвокатът.
След пробните прожекции филмът получава рекордно ниски оценки, най-ниските в историята на Парамаунт. Според Лансинг „Публиката смяташе, че героинята на Джоди заслужава изнасилването“. Ръководителите на студиото искат да преустановят разпространението на филма, но Лансинг настоява за нова тестова прожекция, включваща само женска аудитория, която се оказва далеч по-успешна. Оказва се, че от присъстващите 20 жени, 18 са имали опит с изнасилване – или лично, или посредством познат. При новите тестове месеци по-късно, филмът получава един от най-високите резултати в историята на студиото.
Студиото започва да търси популярна актриса, която би могла да продаде филма. Многобройни актриси са предложени или обмислени от страна на Сара Тобиас, включително Ким Бейсингър, Деми Мур, Дженифър Бийлс и Мег Тили, но всички те отхвърлят ролята заради тежката и противоречива тематика. Розана Аркет и все още нетолкова известната Кристин Дейвис също се явяват на прослушване. Фостър, която наскоро е завършила Йейл и не прави успешни филми през времето си в колежа, не е основният избор за продуцентите, но след многобройни прослушвания и откази от различни утвърдени актриси, тя най-накрая е одобрена за ролята.
Ролята на Катрин Мърфи първоначално е предвидена за Джейн Фонда, но тя напуска проекта, тъй като намира сценария за експлоатационен и зле написан. Сред обсъжданите актриси за ролята са Елън Баркин, Мишел Пфайфър, Сигорни Уийвър, Дебра Уингър, Мерил Стрийп и Джина Дейвис, но я получава Кели Макгилис, която току-що е приключила снимките на „Топ Гън“ (1986 г.) и има по-добри перспективи да популяризира филма. Първоначално на Макгилис е предложена ролята на Сара, но тя отказва, като се позова на негативен личен опит. Вместо това тя влиза в ролята на Мърфи.
Фостър разглежда филма като последно усилие да даде на актьорската си кариера така необходимия тласък. Тя е завършила наскоро Йейл, като по време на следването си е взела почивка от Холивуд; отсъствието ѝ от снимачната площадка е принудително удължено заради покушението върху живота на президента Роналд Рейгън през март 1981 г. от страна на Джон Хинкли – обсебен фен на Фостър, който търси начин да я впечатли след като я е гледал в „Шофьор на такси“. След като се възстановява от медийната истерия след инцидента, Фостър си дава кратък период на почивка преди да се завърне към актьорството. Повечето от нейните филми след това са приети хладно както от критиците, така и от зрителите. Фостър заявява, че би се оттеглила от актьорството, в случай, че „Обвинената“ има същата съдба. В крайна сметка успехът на филма обаче постига целта си и съживява кариерата ѝ.
„Обвинената“ е пуснат в ограничени прожекции в избрани киносалони в Северна Америка на 14 октомври 1988 г. По план първоначалното разпространение е трябвало да се случи през април, но стачка на Гилдията на сценаристите на Америка води до забавянето му. Премиерата на филма е на 39-ия международен филмов фестивал в Берлин през 1989 г., където се състезава за Златна мечка.